# Willem Holleeder

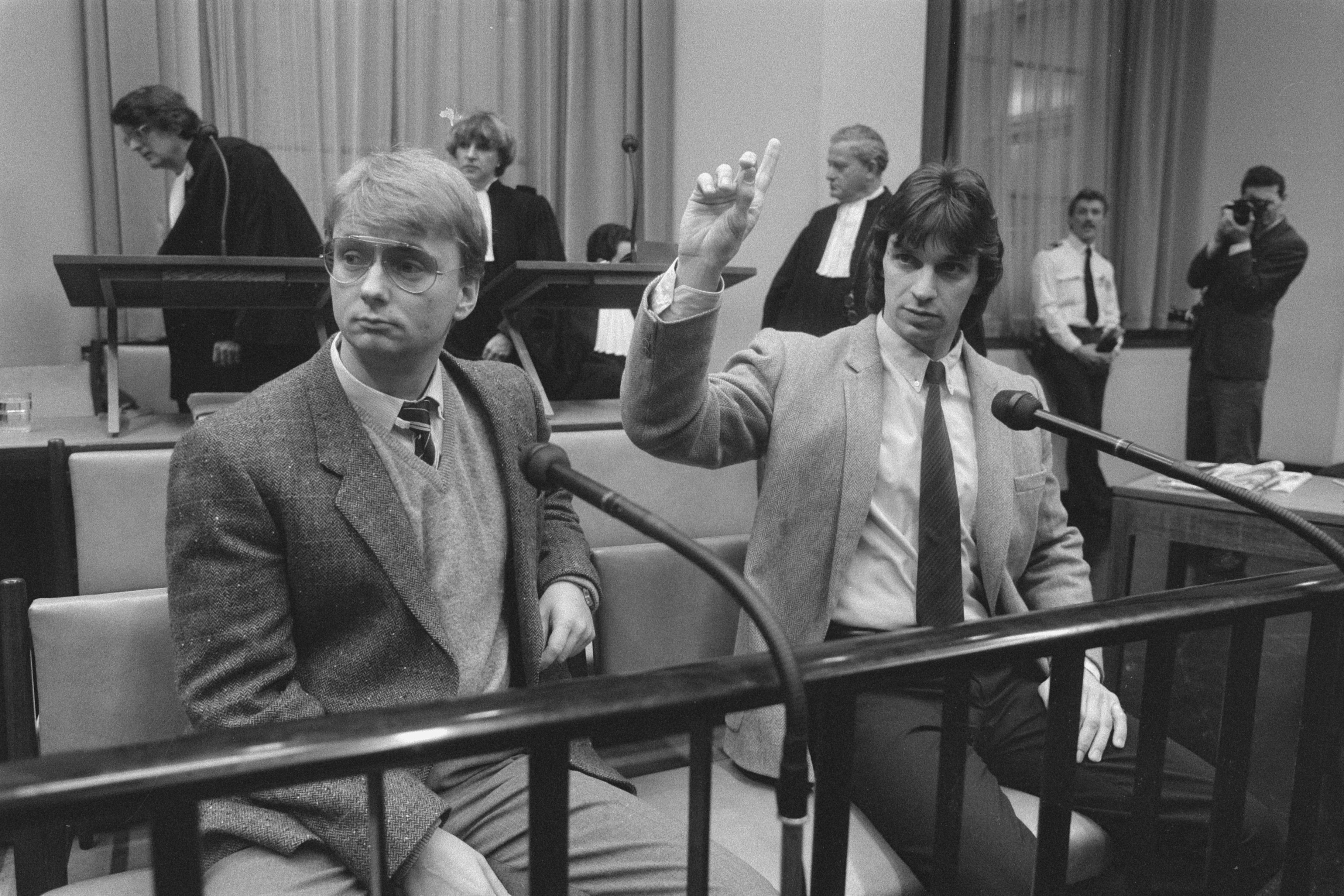
Holleeder (rechts) und sein Mittäter Cor van Hout (Gericht Amsterdam, 1987)

Willem Frederik Holleeder  (* 29. Mai 1958 in Amsterdam) ist ein niederländischer Krimineller. Bekannt wurde er 1983 durch die Entführung des niederländischen Brauereibesitzers Freddy Heineken.

## Leben
Holleeders Vater war in den 1950er Jahren Profirennfahrer und später Angestellter der Heineken-Brauerei, teilweise als Freddy Heinekens Privatchauffeur.
Als Jugendliche bildeten Willem Holleeder und die Gruppenmitglieder Jan Boellaard, Frans Meijer und Cor van Hout eine Bande, die in Amsterdam  als „Schlägertruppe“ im Auftrag von Hauseigentümern Hausbesetzer vertrieb. Cor van Hout wurde später sein Schwager.
Die Jugendlichen gründeten die Firma „Epan B.V.“, mit der sie Geschäfte im Gaststättengewerbe unterhielten. Nachdem dieses Unternehmen in Konkurs gegangen war, vermittelten sie illegal Beschäftigte für den Bausektor. Später richteten sie ihr Augenmerk auf den Handel mit Immobilien.

### Entführung von Freddy Heineken
Am 9. November 1983 entführten Holleeder und vier weitere Mitglieder der Bande in einer waghalsigen Aktion den Heineken-Vorstandsvorsitzenden Alfred (Freddy) Heineken und dessen Chauffeur. Sie erhielten 35 Millionen Gulden (16 Millionen Euro) Lösegeld von der Familie, obwohl die Polizei gegen diese Zahlung war.
Vom Lösegeld teilten die Entführer 15 Millionen Gulden, drei Millionen pro Täter, unter sich auf, die restlichen 20 Millionen wurden in Maarsbergen (Gemeinde Utrechtse Heuvelrug) vergraben. Diese konnten von der Polizei geborgen werden, von Holleeders Anteil wurde nur ein kleiner Teil sichergestellt.
Nach der Freilassung von Freddy Heineken wurden die Entführer Cor van Hout, Willem Holleeder, Jan Boellaard, Frans Meijer und Martin Erkamps gefasst und zu Gefängnisstrafen verurteilt. Holleeder erhielt eine elfjährige Haftstrafe, 1992 wurde er entlassen. In der Haft traf Holleeder andere Häftlinge aus der Organisierten Kriminalität, auch John Mieremet, der später angeklagt wurde, den Mord an Cor van Hout in Auftrag gegeben zu haben.
Von 2007 bis Januar 2012 verbüßte Holleeder wegen Erpressung verschiedener Immobilienhändler, einschließlich des 2004 ermordeten Willem Endstra, eine neunjährige Haftstrafe im Gefängnis Niew Vosseveld.
2013 wurde Holleeder in einer großen Operation mit 450 Angehörigen der Polizei und der Armee festgenommen. Er wurde der Erpressung verdächtigt. 2019 endete ein langjähriger Prozess gegen ihn mit einer Verurteilung zu einer lebenslangen Haftstrafe wegen fünffachen Mordes, unter anderem an seinem Schwager und ehemaligen Komplizen, Cor van Hout.
Weil seine Schwester Astrid belastendes Material gesammelt und gegen ihn ausgesagt hat, soll Willem ihr nach dem Leben trachten. Während eines Besuchs im Gefängnis zeichnete sie heimlich ein Geständnis ihres Bruders auf.
In der Berufung bestätigte der Richter im Juni 2022 das Urteil: lebenslange Haftstrafe. Holleeder hat danach angegeben, Revision gegen dieses Urteil einlegen zu wollen. Im Januar 2024 wurde das Urteil durch den Hohen Rat der Niederlande in Den Haag erneut bestätigt.